# Мартин аляскинський
Мартин аляскинський (Larus brachyrhynchus) — вид мартинів з роду Larus. Раніше вважався підвидом мартина сизого (Larus canus). Поширений у Північній Америці.

## Поширення
Вид гніздиться на північному заході Північної Америки. Розмножується колоніями вздовж прибережних районів і внутрішніх водно-болотних угідь, здебільшого на Алясці та північно-західній Канаді. Більшість птахів зимують південніше уздовж тихоокеанського узбережжя аж до долини Сакраменто. Дуже рідкісний гість у східній частині Північної Америки та бродяга у Східній Азії. Існує одне спостереження в Європі, на Азорських островах у 2003 році.